# Nurga
Nurga – wieś w Estonii, w prowincji Jõgeva, w gminie Pajusi.